# Peter Dokl
Peter Dokl (ur. 11 stycznia 1985 w Lublanie) – słoweński biathlonista. Dwukrotny medalista mistrzostw świata juniorów oraz mistrzostw Europy w biathlonie, reprezentant kraju w zawodach Pucharu Świata.

## Osiągnięcia

### Igrzyska Olimpijskie
| 2010 Vancouver/Whistler (Kanada) | 75. miejsce (IN), 58. miejsce (SP), LAP (PU), 17. miejsce RL) |

### Mistrzostwa Świata
| 2008 Östersund (Szwecja)             | 51. miejsce (IN), 78. miejsce (SP), 19. miejsce (RL) |
| 2009 P'yŏngch'ang (Korea Południowa) | 41. miejsce (IN), 83. miejsce (SP), 15. miejsce (RL) |
| 2011 Chanty-Mansyjsk (Rosja)         | 46. miejsce (IN), 101. miejsce (SP), 8. miejsce (RL) |
| 2012 Ruhpolding (Niemcy)             | 84. miejsce (IN), 14. miejsce (RL)                   |
| 2013 Nove Mesto (Czechy)             | 21. miejsce (IN), 63. miejsce (SP), 13. miejsce (RL) |

### Puchar Świata
| Sezon     | Miejsce |
| --------- | ------- |
| 2009/2010 | 80      |
| 2012/2013 | 80      |

### Mistrzostwa świata juniorów
| 2002 Ridnaun (Włochy)          | 12. miejsce (IN), 31. miejsce (SP), 23. miejsce (PU), 4. miejsce (RL) |
| 2003 Kościelisko (Polska)      | 8. miejsce (IN), 6. miejsce (SP), 15. miejsce (PU), 6. miejsce (RL)   |
| 2004 Haute Maurienne (Francja) | 2. miejsce (IN), 17. miejsce (SP), 5. miejsce (PU), 3. miejsce (RL)   |
| 2005 Kontiolahti (Finlandia)   | 9. miejsce (IN), 50. miejsce (SP), 34. miejsce (PU), 6. miejsce (RL)  |
| 2006 Presque Isle (USA)        | 27. miejsce (IN), 16. miejsce (SP), 16. miejsce (PU), 5. miejsce (RL) |

### Mistrzostwa Europy
| 2003 Forni Avoltri (Włochy)    | 41. miejsce (IN), 48. miejsce (SP), DNS (PU), 7. miejsce (RL)         |
| 2004 Mińsk (Białoruś)          | 17. miejsce (IN), 29. miejsce (SP), DNS (PU), 3. miejsce (RL)         |
| 2005 Nowosybirsk (Rosja)       | 9. miejsce (IN), 15. miejsce (SP), 12. miejsce (PU), 2. miejsce (RL)  |
| 2006 Langdorf-Arberse (Niemcy) | 23. miejsce (IN), 31. miejsce (SP), DNS (PU), 4. miejsce (RL)         |
| 2007 Bansko (Bułgaria)         | 26. miejsce (IN), 15. miejsce (SP), 15. miejsce (PU), 9. miejsce (RL) |